# Centre d'informació de Rojava
El Centre d'Informació de Rojava (RIC) (en kurd Navenda Agahîyan a Rojava) és una agència de notícies a Síria. La seva seu es troba a Qamishli. Va ser fundada per voluntaris estrangers a Rojava (Thomas McClure, Joan Garcia, Koni Docolomansky i Chloé Troadec) com a reacció a l'anunci del desembre de 2018 del president dels Estats Units, Donald Trump, d'una retirada militar dels EUA de Rojava. Els creadors del projecte estaven preocupats que hi pogués haver una altra guerra i, segons la seva percepció, hi havia pocs mitjans estrangers presents en aquell moment. Durant la invasió turca d'Afrin, el RIC va començar a proporcionar informació a una àmplia gamma de reporters estrangers.
L'objectiu del RIC és oferir als periodistes estrangers informació de l'Administració Autònoma del Nord i l'Est de Síria (NES), més coneguda com a Rojava.
El Centre d'Informació de Rojava descriu Rojava com "una organització que segueix el camí del revolucionari socialista anomenat Abdullah Öcalan", que és el fundador del PKK.